# Campionato sudamericano maschile under 20 di calcio 1997
Il Campionato sudamericano di calcio Under-20 1997, 18ª edizione della competizione organizzata dalla CONMEBOL e riservata a giocatori Under-20, è stato giocato in Cile. Le tre migliori classificate si sono qualificate per il Campionato mondiale di calcio Under-20 1997.

## Partecipanti
Partecipano al torneo le rappresentative delle 10 associazioni nazionali affiliate alla Confederación sudamericana de Fútbol:
| - Argentina under 20 - Bolivia under 20 - Brasile under 20 - Cile under 20 - Colombia under 20 |  | - Ecuador under 20 - Paraguay under 20 - Perù under 20 - Uruguay under 20 - Venezuela under 20 |

## Città
La Federazione calcistica cilena scelse come luoghi deputati a ospitare la manifestazione le città di Coquimbo, Iquique e La Serena.

## Formato

### Fase a gironi
Le 10 squadre partecipanti alla prima fase sono divise in due gruppi da cinque ciascuno e si affrontano in un girone all'italiana con gare di sola andata. Passano al secondo turno le prime tre classificate in ogni gruppo.
In caso di arrivo a pari punti in classifica, la posizione si determina seguendo in ordine:
- Differenza reti;
- Numero di gol realizzati;
- Risultato dello scontro diretto;
- Sorteggio.

## Fase a gironi
Legenda
|  | Qualificata alla fase successiva |

### Gruppo A
| Squadra            | P.ti | G | V | P | S | GF | GS | DR  |
| ------------------ | ---- | - | - | - | - | -- | -- | --- |
| Brasile under 20   | 12   | 4 | 4 | 0 | 0 | 17 | 4  | +13 |
| Venezuela under 20 | 7    | 4 | 2 | 1 | 1 | 9  | 15 | -6  |
| Cile under 20      | 6    | 4 | 2 | 0 | 2 | 8  | 8  | 0   |
| Perù under 20      | 2    | 4 | 0 | 2 | 2 | 3  | 7  | -4  |
| Ecuador under 20   | 1    | 4 | 0 | 1 | 3 | 1  | 4  | -3  |

| Iquique 16 gennaio 1997, ore 18:05                                                    | Brasile   | 10 – 2 referto | Venezuela | Estadio Tierra de Campeones |
| \| \| \| \| \| Adaílton Alex Athirson Marco Aurélio Kléber \| Marcatori \| Noriega \| |           |                |           |                             |
|                                                                                       |           |                |           |                             |
| Adaílton Alex Athirson Marco Aurélio Kléber                                           | Marcatori | Noriega        |           |                             |

| Arbitro: | Giménez |

|                   |           |         |
| Neira Arrué Navia | Marcatori | Lobatón |

| Iquique 18 gennaio 1997, ore 18:05                          | Brasile   | 2 – 1 referto | Ecuador | Estadio Tierra de Campeones |
| \| \| \| \| \| Fabiano Alex \| Marcatori \| 45’ Kaviedes \| |           |               |         |                             |
|                                                             |           |               |         |                             |
| Fabiano Alex                                                | Marcatori | 45’ Kaviedes  |         |                             |

| Iquique 18 gennaio 1997, ore 20:10 | Cile | 3 – 4 referto | Venezuela | Estadio Tierra de Campeones |

| Iquique 21 gennaio 1997, ore 18:05        | Ecuador   | 0 – 1 referto | Venezuela | Estadio Tierra de Campeones |
| \| \| \| \| \| \| Marcatori \| Cáceres \| |           |               |           |                             |
|                                           |           |               |           |                             |
|                                           | Marcatori | Cáceres       |           |                             |

| Iquique 21 gennaio 1997, ore 20:10                      | Brasile   | 2 – 0 referto | Perù | Estadio Tierra de Campeones |
| \| \| \| \| \| Fabiano Marco Aurélio \| Marcatori \| \| |           |               |      |                             |
|                                                         |           |               |      |                             |
| Fabiano Marco Aurélio                                   | Marcatori |               |      |                             |

| Iquique 23 gennaio 1997, ore 18:05                                 | Venezuela | 2 – 2 referto | Perù | Estadio Tierra de Campeones |
| \| \| \| \| \| Becerra 45’ Rojas 48’ \| Marcatori \| 1’ Mendoza \| |           |               |      |                             |
|                                                                    |           |               |      |                             |
| Becerra 45’ Rojas 48’                                              | Marcatori | 1’ Mendoza    |      |                             |

| Iquique 23 gennaio 1997, ore 20:05 | Cile | 1 – 0 | Ecuador | Estadio Tierra de Campeones |

| Iquique 25 gennaio 1997, ore 18:05 | Perù | 0 – 0 | Ecuador | Estadio Tierra de Campeones |

| Iquique 25 gennaio 1997, ore 20:10                                             | Cile      | 1 – 3                         | Brasile | Estadio Tierra de Campeones |
| \| \| \| \| \| Sarabia(penal) \| Marcatori \| Alvaro, Marco Aurelio, Evando \| |           |                               |         |                             |
|                                                                                |           |                               |         |                             |
| Sarabia(penal)                                                                 | Marcatori | Alvaro, Marco Aurelio, Evando |         |                             |

### Gruppo B
| Squadra            | P.ti | G | V | P | S | GF | GS | DR |
| ------------------ | ---- | - | - | - | - | -- | -- | -- |
| Uruguay under 20   | 10   | 4 | 3 | 1 | 0 | 7  | 3  | +4 |
| Argentina under 20 | 7    | 4 | 2 | 1 | 1 | 8  | 5  | +3 |
| Paraguay under 20  | 6    | 4 | 2 | 0 | 2 | 8  | 8  | 0  |
| Colombia under 20  | 5    | 4 | 1 | 2 | 1 | 6  | 8  | -2 |
| Bolivia under 20   | 0    | 4 | 0 | 0 | 4 | 5  | 10 | -5 |

| Arbitro: | Mayorga |

|                                     |           |                                   |
| Téllez 8’ 10’ Muñoz 16’ Quicena 49’ | Marcatori | 26’ (rig,) 75’ Peña 82’ Gutiérrez |

| La Serena 17 gennaio 1997, ore 20:10                                                    | Argentina | 5 – 2 referto | Paraguay | Estadio La Portada |
| \| \| \| \| \| Romeo 9’ 73’ Aimar 18’ Riquelme 67’ 85’ \| Marcatori \| 55’ 57’ Román \| |           |               |          |                    |
|                                                                                         |           |               |          |                    |
| Romeo 9’ 73’ Aimar 18’ Riquelme 67’ 85’                                                 | Marcatori | 55’ 57’ Román |          |                    |

| Coquimbo 19 gennaio 1997, ore 18:05 | Uruguay | 3 – 1 | Paraguay | Estadio Francisco Sánchez Rumoroso |

| Arbitro: | Suárez |

|           |           |           |
| Aimar 35’ | Marcatori | 3’ Téllez |

| Arbitro: | Zambrano |

|              |           |              |
| Zalayeta 47’ | Marcatori | 38’ Quintana |

| La Serena 22 gennaio 1997, ore 20:10 | Argentina | 2 – 1 | Bolivia | Estadio La Portada |

| Arbitro: | Torrealba |

|  |           |                                           |
|  | Marcatori | 45’ Esquivel 70’ (aut.) Varón 77’ Ramírez |

| Coquimbo 24 gennaio 1997, ore 20:10                              | Uruguay   | 2 – 1 referto | Bolivia | Estadio Francisco Sánchez Rumoroso |
| \| \| \| \| \| Zalayeta 34’ 78’ \| Marcatori \| 29’ Gutiérrez \| |           |               |         |                                    |
|                                                                  |           |               |         |                                    |
| Zalayeta 34’ 78’                                                 | Marcatori | 29’ Gutiérrez |         |                                    |

| Coquimbo 26 gennaio 1997, ore 18:05 | Paraguay | 2 – 0 | Bolivia | Estadio Francisco Sánchez Rumoroso |

| Coquimbo 26 gennaio 1997, ore 20:10           | Argentina | 0 – 1       | Uruguay | Estadio Francisco Sánchez Rumoroso |
| \| \| \| \| \| \| Marcatori \| Carlos Díaz \| |           |             |         |                                    |
|                                               |           |             |         |                                    |
|                                               | Marcatori | Carlos Díaz |         |                                    |

## Fase finale
| Squadra            | P.ti | G | V | P | S | GF | GS | DR |
| ------------------ | ---- | - | - | - | - | -- | -- | -- |
| Argentina under 20 | 11   | 5 | 3 | 2 | 0 | 10 | 2  | +8 |
| Brasile under 20   | 8    | 5 | 2 | 2 | 1 | 9  | 6  | +3 |
| Paraguay under 20  | 8    | 5 | 2 | 2 | 1 | 5  | 6  | -1 |
| Uruguay under 20   | 6    | 5 | 1 | 3 | 1 | 7  | 5  | +2 |
| Venezuela under 20 | 4    | 5 | 1 | 1 | 3 | 7  | 11 | -4 |
| Cile under 20      | 2    | 5 | 0 | 2 | 3 | 5  | 13 | -8 |

| Arbitro: | Mayorga |

|                          |           |  |
| Quintana 60’ Aimar Romeo | Marcatori |  |

| Arbitro: | Panesso |

|               |           |  |
| Adaílton Alex | Marcatori |  |

| Arbitro: | Ortubé |

|                     |           |                                    |
| Neira 6’ 42’ (rig.) | Marcatori | 43’ (rig.) Migliónico 67’ Zalayeta |

| 30 gennaio 1997                                   | Paraguay  | 2 – 1 referto | Venezuela |  |
| \| \| \| \| \| Ramírez \| Marcatori \| Noriega \| |           |               |           |  |
|                                                   |           |               |           |  |
| Ramírez                                           | Marcatori | Noriega       |           |  |

| 30 gennaio 1997                                        | Argentina | 1 – 1 referto | Uruguay |  |
| \| \| \| \| \| Samuel 85’ \| Marcatori \| 40’ López \| |           |               |         |  |
|                                                        |           |               |         |  |
| Samuel 85’                                             | Marcatori | 40’ López     |         |  |

| febbraio 1997                                                                                            | Cile      | 2 – 4 referto                                       | Brasile |  |
| \| \| \| \| \| Navia 5’ Neira 84’ \| Marcatori \| 2’ Sidney 3’ Fabiano 60’ Adaílton 73’ Marco Aurélio \| |           |                                                     |         |  |
| |           |                                                     |         |  |
| Navia 5’ Neira 84’                                                                                       | Marcatori | 2’ Sidney 3’ Fabiano 60’ Adaílton 73’ Marco Aurélio |         |  |

| febbraio 1997                                                          | Venezuela | 0 – 3                                | Uruguay |  |
| \| \| \| \| \| \| Marcatori \| C.Callejas, M.Zalayeta, Pablo García \| |           |                                      |         |  |
|                                                                        |           |                                      |         |  |
|                                                                        | Marcatori | C.Callejas, M.Zalayeta, Pablo García |         |  |

| febbraio 1997                                            | Argentina | 2 – 0 | Brasile |  |
| \| \| \| \| \| J.R.Riquelme, W.Samuel \| Marcatori \| \| |           |       |         |  |
|                                                          |           |       |         |  |
| J.R.Riquelme, W.Samuel                                   | Marcatori |       |         |  |

| febbraio 1997 | Cile | 0 – 0 | Paraguay |  |

| febbraio 1997                                                                | Brasile   | 2 – 2       | Venezuela |  |
| \| \| \| \| \| Pérez(contra), Adailton(penal) \| Marcatori \| D.Noriega 2 \| |           |             |           |  |
|                                                                              |           |             |           |  |
| Pérez(contra), Adailton(penal)                                               | Marcatori | D.Noriega 2 |           |  |

| febbraio 1997 | Uruguay | 1 – 2 | Paraguay |  |

| febbraio 1997                                                           | Cile      | 0 – 3                                 | Argentina |  |
| \| \| \| \| \| \| Marcatori \| B.Romero, J.R.Riquelme, Sixto Peralta \| |           |                                       |           |  |
|                                                                         |           |                                       |           |  |
|                                                                         | Marcatori | B.Romero, J.R.Riquelme, Sixto Peralta |           |  |

| febbraio 1997 | Uruguay | 0 – 0 | Brasile |  |

| febbraio 1997                                   | Argentina | 1 – 1 | Paraguay |  |
| \| \| \| \| \| D.Placente \| Marcatori \| ¿? \| |           |       |          |  |
|                                                 |           |       |          |  |
| D.Placente                                      | Marcatori | ¿?    |          |  |

| febbraio 1997                                                                             | Cile      | 1 – 4                                    | Venezuela |  |
| \| \| \| \| \| Reinaldo Navia \| Marcatori \| E.Quilagury, Jorge Rojas, Carlos Bravo 2 \| |           |                                          |           |  |
|                                                                                           |           |                                          |           |  |
| Reinaldo Navia                                                                            | Marcatori | E.Quilagury, Jorge Rojas, Carlos Bravo 2 |           |  |

## Classifica marcatori
| Gol |  |  | Giocatore          | Squadra   |
| --- |  |  | ------------------ | --------- |
| 8   |  |  | Adaílton           | Brasile   |
| 7   |  |  | Daniel Noriega     | Venezuela |
| 5   |  |  | Marco Aurélio      | Brasile   |
| 5   |  |  | Manuel Neira       | Cile      |
| 5   |  |  | Marcelo Zalayeta   | Uruguay   |
| 4   |  |  | Pablo Aimar        | Argentina |
| 4   |  |  | Alex               | Brasile   |
| 4   |  |  | Gabriel Migliónico | Uruguay   |
| 4   |  |  | César Ramírez      | Paraguay  |
| 4   |  |  | Bernardo Romeo     | Argentina |